# سنط الصفصاف
سنط الصفصاف (الاسم العلمي: Acacia iteaphylla) هي شُجيرة تنتمي إلى جنس الطلح، والجُنيس (Phyllodineae). وموطنها الأصلي هو شمال أستراليا، وحالياً تتواجد في منطقة ساوث ويست، ويايتبيلت، و غريت ساوثرين، في غرب أستراليا. وتنمو الشُجيرة ليبلغ طولها من 2 إلى 5 متر، وتُزهر زهوراً صفراء باهتة اللون من مارس حتى سبتبمر. وتنمو هذه الشجيرة في الترب الحصوية، والرملية، والطينية، في التلال أو البيئات الطبيعية المحمية. وأوراقها ذات لون فضي مشاب بالخضرة المزرقة. وللأفرع والأوراق حديثة النمو ذات لون أحمر إلى قرمزي. وتتحمل الشجرة الجفاف الطويل، والصقيع إلى 10 درجات مادون الصفر، وتتحمل الترب الملحية، وتنمو في البيئات المشمسة وشبه الظليلة، وللنبات عطر يجذب الطيور، يتم زراعتها بنقع بذورها في ماء ساخن بعد خدشها.